# Asociación de Escritores de Galicia
Asociación de Escritores de Galicia (AEG) va ser una associació que representava als escriptors gallecs formada a l'abril de 1936 a iniciativa de Álvaro de las Casas i finalment impulsada per Ánxel Casal en aquest moment alcalde de Santiago de Compostel·la. No obstant això, la Guerra Civil va tallar les seves activitats. La AEG va ser el primer intent de crear un organisme que representés els interessos dels escriptors gallecs. L'Associació d'Escriptors en Llengua Gallega (AELG) ha intentat recollir el seu testimoni des del 1980.